# Londonthorpe
 (mars 2023).
Londonthorpe est un village du Lincolnshire, en Angleterre.